# (22140) Suzyamamoto
(22140) Suzyamamoto (2000 VW32) – planetoida z pasa głównego asteroid okrążająca Słońce w ciągu 4,57 lat w średniej odległości 2,75 j.a. Odkryta 1 listopada 2000 roku.